# Toana nigrilineata
Toana nigrilineata är en fjärilsart som beskrevs av George Francis Hampson 1916. Toana nigrilineata ingår i släktet Toana och familjen nattflyn. Inga underarter finns listade i Catalogue of Life.